# Рамфіофіс
Рамфіофіс (Rhamphiophis) — рід змій родини піщаних змій (Psammophiidae). Описано 4 види. Умовно отруйні змії (реальної небезпеки для людини не становлять).

## Опис
Загальна довжина представників цього роду коливається від 70 см до 1,7 м. Голова коротка, закруглена, слабко відокремлена від тулуба, з загнутим униз рострумом. Тулуб сильний, кремезний. відносяться до заднеборознистих змій. Забарвлені у різні відтінки сірого або коричневого кольору, один вид — з поздовжніми смугами.

## Спосіб життя
Полюбляють сухі та зволожені савани та напівпустелі. Активні вдень. Велику частину часу проводять на землі, хоча можуть залазити на невисокі кущі. Досить швидкі та моторні змії. Підстерігають здобич; можуть самі викопувати нори у м'якому ґрунті. Харчуються ящірками, зміями, гризунами, земноводними, великими комахами.
Укус великих екземплярів може бути болючим, але отрута нетоксична для людини.
Це яйцекладні змії.

## Поширення
Це ендеміки Африки.

## Види
- Rhamphiophis maradiensis
- Rhamphiophis oxyrhynchus
- Rhamphiophis rostratus
- Rhamphiophis rubropunctatus